# Мистер няня
«Мистер няня» (англ. Mr. Nanny) — американский семейный комедийный фильм 1993 года с рестлером Халком Хоганом в главной роли. Рабочее название фильма было «Грубая штука», а Дэвид Йохансен записал для фильма песню с таким названием.

## Сюжет
Шон Армстронг (Халк Хоган) — бывший рестлер, живущий в Палм-Бич, Флорида, и страдающий от кошмаров, связанных с рестлерскими днями. Берт Уилсон (Шерман Хемсли), друг и бывший менеджер Шона, получил травму ноги после спасения жизни Шона и испытывает финансовые трудности со своим бизнесом по обеспечению личной безопасности. С помощью нытья и актёрства Берту удается убедить Шона устроиться телохранителем к Алексу Мейсону-старшему (Остин Пендлтон), главе престижной технологической фирмы Mason Systems, которая разрабатывает новую противоракетную систему, проект Peacefinder. Жизненно важная информация для этого проекта хранится на микрочипе. Но Шон должен охранять не изобретателя и не чип — он должен присматривать за двумя детьми Мейсона: Алексом-младшим (Роберт Горман) и Кейт (Мэйделин Зима).
Алекс и Кейт — два озорных ребёнка, которые борются за внимание своего часто отсутствующего отца, сея хаос в доме с помощью изощренных и довольно жестоких шалостей и ловушек. Их главной мишенью становятся няни, которым он поручил заботиться о них (Алекс-старший — вдовец). Однако их отец оказывается либо слишком рассеянным, либо слишком снисходительным, что заставляет детей продолжать свои планы. Думая, что он — новая (хотя и необычная) замена, они находят новую цель в лице Шона. Но после одной неудачной выходки, в которой участвует бассейн, наполненный красным красителем («Кровавая яма»), Шон, наконец, проявляет свою власть и не только утихомиривает Алекса и Кейт, но и открывает глаза их отцу на его семейные проблемы, а также сближается с детьми и помогает им разобраться с их собственными проблемами.
За чипом Мейсона охотится Томми Танатос (Дэвид Йохансен), беспринципный и тщеславный преступник, который не остановится ни перед чем, чтобы заполучить его. Как выясняется, Шон и Берт однажды уже были жертвами одного из его планов. Однако Берт бросился на Шона и получил пулю в правую ногу; Шон преследовал Танатоса на крыше стадиона, и после яростной схватки Танатос упал головой вперед в пустой бассейн. В результате этого несчастного случая у него была проломлена верхняя часть черепа, пришлось прикрепить стальную черепную пластину и удалить часть его афро.
Танатос похищает Алекса-старшего с помощью Фрэнка Олсена (Раймонд О’Коннор), коррумпированного начальника службы безопасности компании Mason Systems (от которого избавляются по пути в убежище), и требует от него передать чип. Когда Алекс-старший (который спрятал чип в кукле Кейт) отказывается, Танатос похищает Алекса и Кейт, чтобы заставить его подчиниться. Несмотря на доблестные усилия, Шон одерживает верх, и Берт тоже похищен, что дает Танатосу неожиданный бонус к мести. Но Шону удается выследить Танатоса и с помощью своих друзей победить злодеев. Когда Танатос готовится напасть на Шона, Алекс-старший и дети активируют импровизированный электромагнит, чтобы запустить его в ночное небо, оставив только черепную пластину.
Фильм заканчивается тем, что Шон готовится взять отпуск в Mason. Но Алекс и Кейт намерены вернуть его гораздо раньше — и поэтому Шон становится жертвой очередного розыгрыша.

## В ролях
- Терри Халк Хоган — Шон Армстронг
- Шерман Хемсли — Барт Вилсон
- Остин Пендлтон — Алекс Мейсон
- Роберт Горман — Алекс-младший
- Мэйделин Зима — Кейт
- Мазер Лав — Коринн
- Дэвид Йохансен — Томми Танатос
- Рэймонд О’Коннор — Фрэнк
- Афа Аноаʻй — в роли самого себя
- Брутус Бифкейк — в роли самого себя
- Джордж «Животное» Стил — в роли самого себя
- Джим «Наковальня» Нейдхарт — в роли самого себя
- Камала — в роли самого себя

## Оценки
Фильм был плохо принят критиками. На Rotten Tomatoes он имеет рейтинг одобрения 6 % на основе рецензий 16 критиков.
Кевин Томас из «Лос-Анджелес Таймс» считает, что у фильма есть потенциал, но он «излишне грубый и смертельно тяжелый». Крис Хикс из «Дезерет Ньюс» назвал фильм «глупым детским фильмом, который повторяет территорию, лучше освещенную „Мистером мамой“, „Один дома“ и другими клонами». Он называет фильм предсказуемым и считает, что комический беспредел трудно рекомендовать детям.